# Břišejov
Břišejov (německy Brischejow) je malá vesnice, část obce Prosenická Lhota v okrese Příbram ve Středočeském kraji. Nachází se asi dva kilometry severně od Prosenické Lhoty. Vesnicí protéká Křečovický potok. Je zde evidováno 14 adres. V roce 2011 zde trvale žilo 22 obyvatel.
Břišejov leží v katastrálním území Prosenická Lhota o výměře 8,5 km².

## Historie
První písemná zmínka o vesnici pochází z roku 1567.
Za druhé světové války se ves stala součástí vojenského cvičiště Zbraní SS Benešov a její obyvatelé se museli 31. října 1943 vystěhovat.

## Obyvatelstvo
| Rok            | 1869 | 1880 | 1890 | 1900 | 1910 | 1921 | 1930 | 1950 | 1961 | 1970 | 1980 | 1991 | 2001 | 2011 | 2021 |
| -------------- | ---- | ---- | ---- | ---- | ---- | ---- | ---- | ---- | ---- | ---- | ---- | ---- | ---- | ---- | ---- |
| Počet obyvatel | 131  | 153  | 109  | 107  | 100  | 93   | 88   | 39   | 37   | 31   | 20   | 17   | 23   | 22   | 17   |
| Počet domů     | 19   | 23   | 23   | 18   | 19   | 19   | 19   | 17   | 17   | 11   | 9    | 9    | 10   | 10   | 10   |

## Galerie

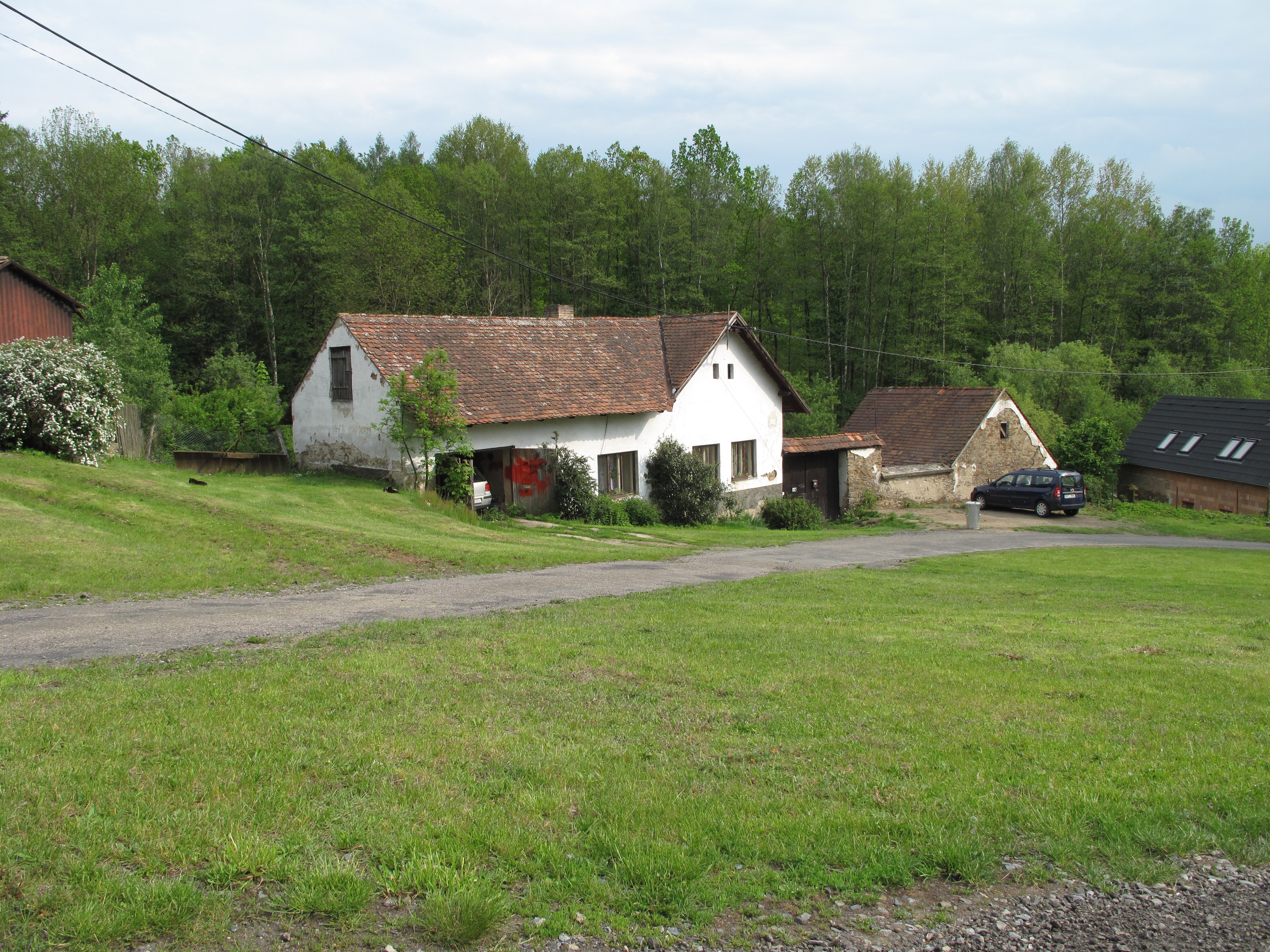
Chalupa na návsi
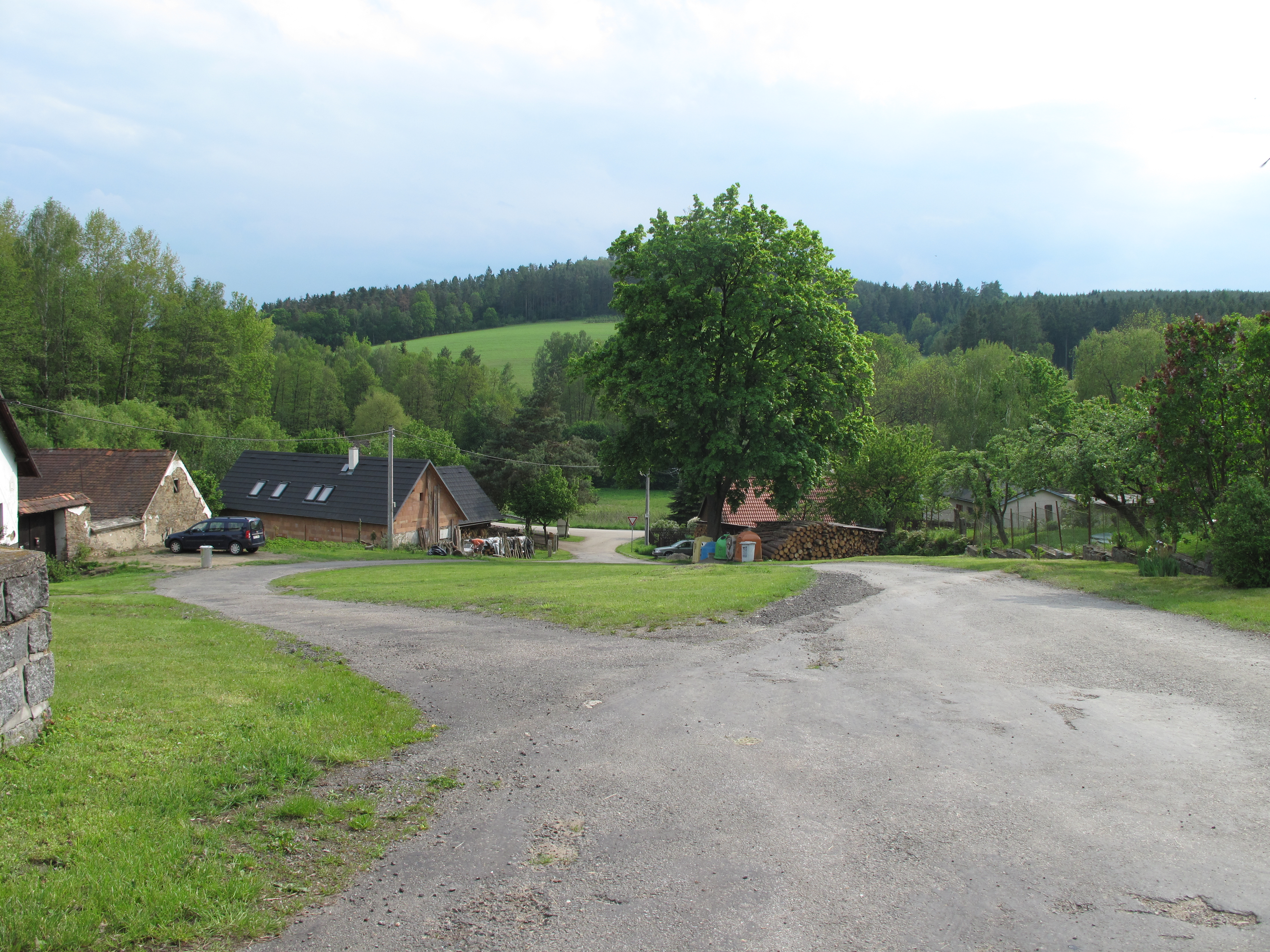
Náves
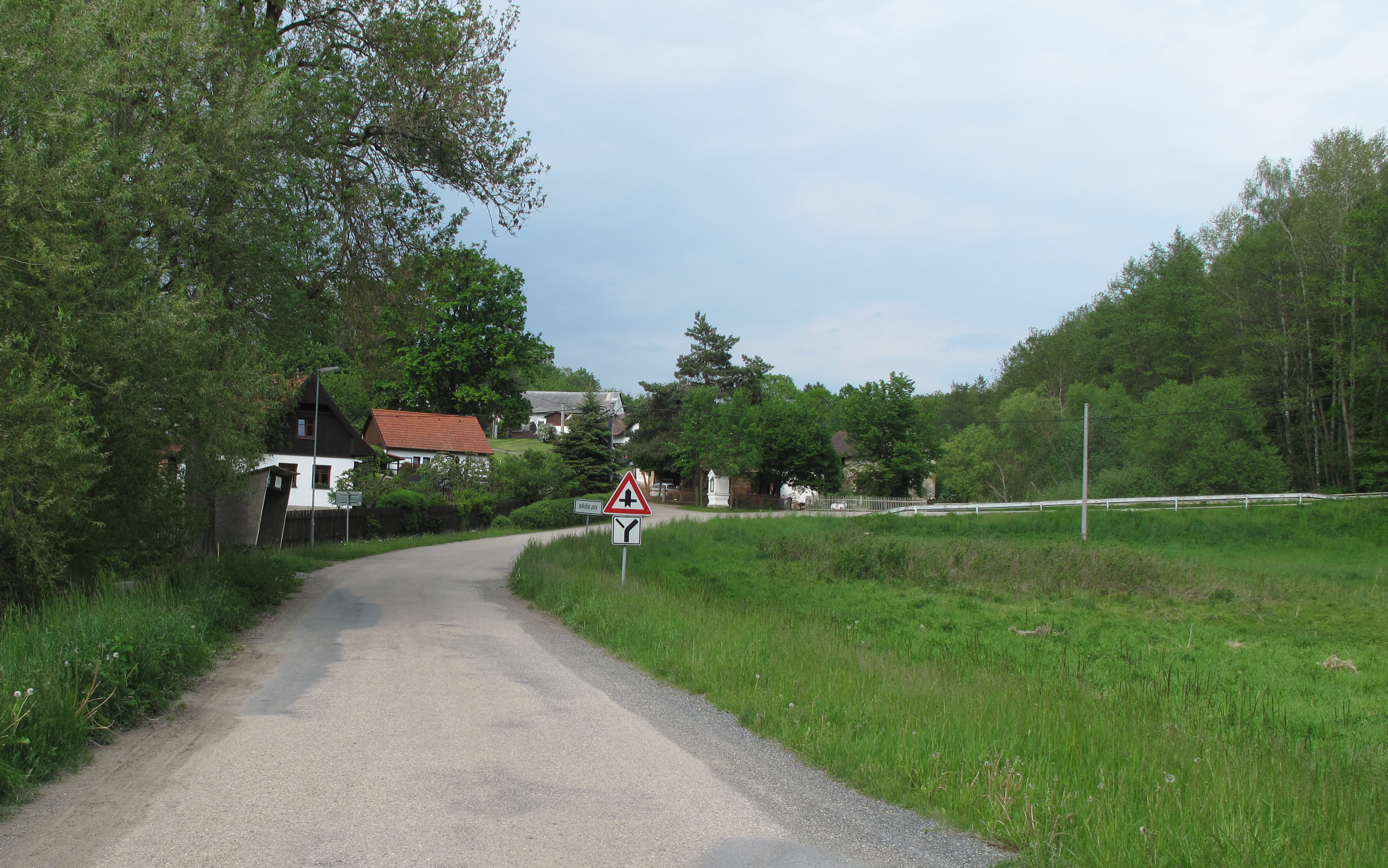
Příjezd ke vsi